# Jean-Luc Dehaene
Jean-Luc Dehaene (Montpellier, 7 de agosto de 1940 — Quimper, 15 de maio de 2014) foi um político da Bélgica. Ocupou o lugar de primeiro-ministro da Bélgica (ou Ministro-Presidente) de 7 de março de 1992 a 12 de julho de 1999, durante dois mandatos. Foi vice-presidente da convenção europeia que negociou o tratado constitucional europeu rejeitado em 2005.
Nasceu em Montpellier, França, para onde seus pais fugiram durante a Segunda Guerra Mundial. Tornou-se conhecido politicamente através de seu trabalho na Algemeen Christelijk Werknemersverbond (ACW), um sindicato que está estreitamente vinculada ao partido Christelijke Volkspartij (CVP). Em 1981, tornou-se em Ministro de Assuntos Sociais e Reforma Institucional até 1988, quando se converteu em vice-primeiro-ministro e Ministro de Comunicações e Reforma Institucional.